# مارولامبو
مارولامبو (به لاتین: Marolambo) یک منطقهٔ مسکونی در ماداگاسکار است که در مارولامبو واقع شده‌است. مارولامبو ۲۷٬۵۰۹ نفر جمعیت دارد.